# Baselproblemet
Baselproblemet formulerades 1644 av Pietro Mengoli och löstes av Leonhard Euler 1734 (lösningen presenterades 1735 inför Rysslands Vetenskapsakademi). Bernhard Riemann, som var väl insatt i Eulers arbeten, generaliserade mer än hundra år senare detta resultat till vad som idag kallas Riemanns zetafunktion.
Problemet är att finna vad serien 
{\displaystyle \sum _{n=1}^{\infty }{\frac {1}{n^{2}}}}
konvergerar mot.

## Eulers lösning
För att visa detta samband utgick Euler från maclaurinutvecklingen av sinus:
{\displaystyle \sin z=z-{\frac {z^{3}}{3!}}+{\frac {z^{5}}{5!}}-{\frac {z^{7}}{7!}}+\cdots }
För ekvationen {\displaystyle \sin z=0} blir en rot {\displaystyle z=0}, och för övriga gäller enligt ovan:
| {\displaystyle 1-{\frac {z^{2}}{3!}}+{\frac {z^{4}}{5!}}-{\frac {z^{6}}{7!}}+\cdots =0} | (1) |

Med variabelbytet {\displaystyle w=z^{2}} får vi följande ekvation:
| {\displaystyle 1-{\frac {w}{3!}}+{\frac {w^{2}}{5!}}-{\frac {w^{3}}{7!}}+\cdots =0} | (2) |

De nollskilda lösningarna till {\displaystyle \sin z=0} är {\displaystyle z=\pm \pi ,\pm 2\pi ,\pm 3\pi ,\ldots } vilket ger {\displaystyle w_{1}=\pi ^{2},w_{2}=(2\pi )^{2},w_{3}=(3\pi )^{2},\ldots } som lösningar till ekvationen ovan.
Detta kombinerade Euler nu med sambandet att om {\displaystyle x_{1},x_{2},\ldots ,x_{n}} är rötter till ekvationen {\displaystyle x^{n}+a_{1}x^{n-1}+a_{2}x^{n-2}+\cdots +a_{n-1}x+a_{n}=0} gäller:
{\displaystyle {\frac {1}{x_{1}}}+{\frac {1}{x_{2}}}+\cdots +{\frac {1}{x_{n}}}=-{\frac {a_{n-1}}{a_{n}}}}
Tillsammans med ekvation 2 får vi då ({\displaystyle a_{n-1}=-{\frac {1}{6}}} och {\displaystyle a_{n}=1}):
| {\displaystyle {\frac {1}{\pi ^{2}}}+{\frac {1}{(2\pi )^{2}}}+{\frac {1}{(3\pi )^{2}}}+\cdots ={\frac {1}{6}}} | (3) |

Genom att multiplicera detta med {\displaystyle \pi ^{2}} följer att
{\displaystyle \sum _{n=1}^{\infty }{\frac {1}{n^{2}}}={\frac {\pi ^{2}}{6}}}